# Conselho Revolucionário das Forças Armadas (Serra Leoa)
Conselho Revolucionário das Forças Armadas (em inglês:  Armed Forces Revolutionary Council) foi um conselho de soldados na Serra Leoa, que, como parte da guerra civil, tomou brevemente a liderança do país em 1997 e 1998. Foi fundado pelo Major Johnny Paul Koroma em 1997 e depôs o presidente democraticamente eleito Ahmad Tejan Kabbah em um golpe de Estado em 1997. O próprio Koroma, como presidente do conselho, foi chefe de Estado ilegítimo de Serra Leoa até a intervenção de uma força da África Ocidental em 1998. Sob o regime da junta militar, o Conselho Revolucionário das Forças Armadas se aliou aos rebeldes da Frente Revolucionária Unida.

## Acusação e condenação
Em junho de 2007, o Tribunal Especial considerou três dos onze membros do conselho indiciados - Alex Tamba Brima, Brima Bazzy Kamara e Santigie Borbor Kanu - culpadas de crimes de guerra, incluindo atos de terrorismo, punições coletivas, extermínio, assassinato, estupro, ultrajes à dignidade pessoal, recrutar ou alistar crianças com menos de 15 anos de idade em forças armadas, escravidão e pilhagem. Foi nomeadamente o primeiro tribunal internacional a trazer um veredicto de culpado para o recrutamento militar de crianças.